# Trofeo Luis Bonavia 2017
El Trofeo Luis Bonavia 2017 (2017 Lousito Bonavia Trophy en inglés y de manera oficial) será la edición número 3 de la Supercopa de fútbol sala de Gibraltar. Esta edición la disputaron Lynx, campeón de la División 1 2016-17 y Glacis United, campeón de la Futsal Rock Cup 2017.
El único partido del torneo —la final— se jugó el 4 de octubre de 2017 en el Tercentenary Sports Hall. Lynx se consagró campeón luego de vencer por 4 – 3, y de esta manera obtuvo su tercer título de manera consecutiva.

## Clubes participantes
| Equipo        | Método de clasificación          |
| ------------- | -------------------------------- |
| Lynx          | Campeón de División 1 2016-17.   |
| Glacis United | Campeón de Futsal Rock Cup 2017. |

## Final
La final se jugó el 4 de octubre de 2017 en el Tercentenary Sports Hall. Se jugó en dos tiempos de treinta minutos cada uno con un intermedio de 10 minutos entre cada tiempo. En el primer tiempo tanto Lynx como Glacis United marcaron tres goles, por lo que se fueron al descanso con un empate 3 - 3. Finalmente, en un segundo tiempo demasiado cerrado, Lynx logró marcar un gol a falta de siete minutos para el final y de esa manera se coronó campeón de la edición 2017 del Trofeo Luis Bonavia.   
| Lynx | Glacis United |
| 4    | 3             |
| ---- | ------------- |

| 4 de octubre de 2017, 21:15 (HCE) — Tercentenary Sports Hall, Gibraltar |
| ----------------------------------------------------------------------- |

| 1         | Romero Gómez (P)          | 1    | Neale (P)                   |
| 2         | Benítez García            | 2    | Glynn                       |
| 3         | Cabeza Bernal             | 3    | Rubén Díaz Gallego          |
| 5         | Pérez Sánchez             | 9    | Juan Francisco Díaz Gallego |
| 10        | Ezquiel Martín Martín (C) | 10   | López (C)                   |
| Ent.      | Nick Rodríguez            | Ent. | Bandera de ?                |
| Suplentes |                           |      |                             |
| 6         | Adrián Domínguez          | 13   | Benítez Martín              |
| 7         | Robba                     | 7    | Naoufal El Andalussi        |
| 11        | Tyson Ruiz                | 8    | Canovas Serrano             |
| 12        | Montovio                  | 11   | Joel Emiliano Fraile        |
| 14        | Jaydan Parody             |      |                             |

| Goles          | Goles | Goles | Goles | Goles                |
| -------------- | ----- | ----- | ----- | -------------------- |
| Robba          | 3'    | 1 – 0 |       |                      |
|                |       | 1 – 1 | 5'    | Canovas Serrano      |
|                |       | 1 – 2 | 12'   | Joel Emiliano Fraile |
| Benítez García | 14'   | 2 – 2 |       |                      |
| Tyson Ruiz     | 16'   | 3 – 2 |       |                      |
|                |       | 3 – 3 | 17'   | Joel Emiliano Fraile |
| Montovio       | 53'   | 4 – 3 |       |                      |

| Amonestaciones   | Amonestaciones | Amonestaciones | Amonestaciones |
| ---------------- | -------------- | -------------- | -------------- |
| Cabeza Bernal    | Amonestado     |                |                |
| Martín Martín(C) | Amonestado     |                |                |
| Domínguez        | Amonestado     |                |                |

| Lynx | Glacis United |
| 4    | 3             |
| ---- | ------------- |

| 4 de octubre de 2017, 21:15 (HCE) — Tercentenary Sports Hall, Gibraltar |
| ----------------------------------------------------------------------- |

| 1         | Romero Gómez (P)          | 1    | Neale (P)                   |
| 2         | Benítez García            | 2    | Glynn                       |
| 3         | Cabeza Bernal             | 3    | Rubén Díaz Gallego          |
| 5         | Pérez Sánchez             | 9    | Juan Francisco Díaz Gallego |
| 10        | Ezquiel Martín Martín (C) | 10   | López (C)                   |
| Ent.      | Nick Rodríguez            | Ent. | Bandera de ?                |
| Suplentes |                           |      |                             |
| 6         | Adrián Domínguez          | 13   | Benítez Martín              |
| 7         | Robba                     | 7    | Naoufal El Andalussi        |
| 11        | Tyson Ruiz                | 8    | Canovas Serrano             |
| 12        | Montovio                  | 11   | Joel Emiliano Fraile        |
| 14        | Jaydan Parody             |      |                             |

| Goles          | Goles | Goles | Goles | Goles                |
| -------------- | ----- | ----- | ----- | -------------------- |
| Robba          | 3'    | 1 – 0 |       |                      |
|                |       | 1 – 1 | 5'    | Canovas Serrano      |
|                |       | 1 – 2 | 12'   | Joel Emiliano Fraile |
| Benítez García | 14'   | 2 – 2 |       |                      |
| Tyson Ruiz     | 16'   | 3 – 2 |       |                      |
|                |       | 3 – 3 | 17'   | Joel Emiliano Fraile |
| Montovio       | 53'   | 4 – 3 |       |                      |

| Amonestaciones   | Amonestaciones | Amonestaciones | Amonestaciones |
| ---------------- | -------------- | -------------- | -------------- |
| Cabeza Bernal    | Amonestado     |                |                |
| Martín Martín(C) | Amonestado     |                |                |
| Domínguez        | Amonestado     |                |                |

| Lynx | Glacis United |
| 4    | 3             |
| ---- | ------------- |

| 4 de octubre de 2017, 21:15 (HCE) — Tercentenary Sports Hall, Gibraltar |
| ----------------------------------------------------------------------- |

| 1         | Romero Gómez (P)          | 1    | Neale (P)                   |
| 2         | Benítez García            | 2    | Glynn                       |
| 3         | Cabeza Bernal             | 3    | Rubén Díaz Gallego          |
| 5         | Pérez Sánchez             | 9    | Juan Francisco Díaz Gallego |
| 10        | Ezquiel Martín Martín (C) | 10   | López (C)                   |
| Ent.      | Nick Rodríguez            | Ent. | Bandera de ?                |
| Suplentes |                           |      |                             |
| 6         | Adrián Domínguez          | 13   | Benítez Martín              |
| 7         | Robba                     | 7    | Naoufal El Andalussi        |
| 11        | Tyson Ruiz                | 8    | Canovas Serrano             |
| 12        | Montovio                  | 11   | Joel Emiliano Fraile        |
| 14        | Jaydan Parody             |      |                             |

| Goles          | Goles | Goles | Goles | Goles                |
| -------------- | ----- | ----- | ----- | -------------------- |
| Robba          | 3'    | 1 – 0 |       |                      |
|                |       | 1 – 1 | 5'    | Canovas Serrano      |
|                |       | 1 – 2 | 12'   | Joel Emiliano Fraile |
| Benítez García | 14'   | 2 – 2 |       |                      |
| Tyson Ruiz     | 16'   | 3 – 2 |       |                      |
|                |       | 3 – 3 | 17'   | Joel Emiliano Fraile |
| Montovio       | 53'   | 4 – 3 |       |                      |

| Amonestaciones   | Amonestaciones | Amonestaciones | Amonestaciones |
| ---------------- | -------------- | -------------- | -------------- |
| Cabeza Bernal    | Amonestado     |                |                |
| Martín Martín(C) | Amonestado     |                |                |
| Domínguez        | Amonestado     |                |                |

| Lynx | Glacis United |
| 4    | 3             |
| ---- | ------------- |

| 4 de octubre de 2017, 21:15 (HCE) — Tercentenary Sports Hall, Gibraltar |
| ----------------------------------------------------------------------- |

| 1         | Romero Gómez (P)          | 1    | Neale (P)                   |
| 2         | Benítez García            | 2    | Glynn                       |
| 3         | Cabeza Bernal             | 3    | Rubén Díaz Gallego          |
| 5         | Pérez Sánchez             | 9    | Juan Francisco Díaz Gallego |
| 10        | Ezquiel Martín Martín (C) | 10   | López (C)                   |
| Ent.      | Nick Rodríguez            | Ent. | Bandera de ?                |
| Suplentes |                           |      |                             |
| 6         | Adrián Domínguez          | 13   | Benítez Martín              |
| 7         | Robba                     | 7    | Naoufal El Andalussi        |
| 11        | Tyson Ruiz                | 8    | Canovas Serrano             |
| 12        | Montovio                  | 11   | Joel Emiliano Fraile        |
| 14        | Jaydan Parody             |      |                             |

| Goles          | Goles | Goles | Goles | Goles                |
| -------------- | ----- | ----- | ----- | -------------------- |
| Robba          | 3'    | 1 – 0 |       |                      |
|                |       | 1 – 1 | 5'    | Canovas Serrano      |
|                |       | 1 – 2 | 12'   | Joel Emiliano Fraile |
| Benítez García | 14'   | 2 – 2 |       |                      |
| Tyson Ruiz     | 16'   | 3 – 2 |       |                      |
|                |       | 3 – 3 | 17'   | Joel Emiliano Fraile |
| Montovio       | 53'   | 4 – 3 |       |                      |

| Amonestaciones   | Amonestaciones | Amonestaciones | Amonestaciones |
| ---------------- | -------------- | -------------- | -------------- |
| Cabeza Bernal    | Amonestado     |                |                |
| Martín Martín(C) | Amonestado     |                |                |
| Domínguez        | Amonestado     |                |                |